# Boualem Amirouche
Pour les articles homonymes, voir Amirouche.
Boualem Amirouche est un footballeur international algérien des années 1960 et 1970.
Il compte 12 sélections en équipe nationale entre 1966  et 1971.

## Statistiques
| Saison                | Club                  | Championnat           | Championnat | Championnat | Coupe(s) nationale(s) | Coupe(s) nationale(s) | Total | Total |
| Saison                | Club                  | Division              | M.          | B.          | M.                    | B.                    | M.    | B.    |
| 1962-1963             | RC Kouba              | DH                    | -           | -           | -                     | -                     | 0     | 0     |
| 1963-1964             | RC Kouba              | D2                    | -           | 28          | -                     | -                     | 0     | 28    |
| 1964-1965             | RC Kouba              | D2                    | -           | 33          | -                     | -                     | 0     | 33    |
| 1965-1966             | RC Kouba              | D1                    | -           | +2          | -                     | -                     | 0     | 2     |
| 1966-1967             | RC Kouba              | D1                    | -           | 14          | -                     | -                     | 0     | 14    |
| 1967-1968             | RC Kouba              | D1                    | -           | 12          | -                     | -                     | 0     | 12    |
| 1968-1969             | RC Kouba              | D1                    | -           | -           | -                     | -                     | 0     | 0     |
| 1969-1970             | RC Kouba              | D1                    | -           | 12          | -                     | -                     | 0     | 12    |
| 1970-1971             | RC Kouba              | D1                    | -           | +5          | -                     | -                     | 0     | 5     |
| 1971-1972             | RC Kouba              | D1                    | -           | 17          | -                     | -                     | 0     | 17    |
| 1972-1973             | RC Kouba              | D1                    | -           | -           | -                     | -                     | 0     | 0     |
| 1973-1974             | RC Kouba              | D1                    | -           | -           | -                     | -                     | 0     | 0     |
| 1974-1975             | RC Kouba              | D1                    | -           | 18          | -                     | -                     | 0     | 18    |
| 1975-1976             | RC Kouba              | D1                    | -           | -           | -                     | -                     | 0     | 0     |
| 1976-1977             | RC Kouba              | D1                    | -           | -           | -                     | -                     | 0     | 0     |
| Total sur la carrière | Total sur la carrière | Total sur la carrière | +200        | +141        | -                     | -                     | 200   | 141   |

## Biographie
- International algérien de 1966 à 1971
- Premier match le 6/3/1966 :  Maroc - Algérie (1-0)
- Dernier match le 11/4/1971 :  Algérie - Mali (2-2)
- Nombre de matchs joués : 12  (plus 4 matchs d'application)
- Nombre de buts marqués : 5  (plus 2 but(s) en matchs d'application)
- Participation à la Coupe d'Afrique des Nations de 1968

Boualem Amirouche est international algérien et dispute la CAN 1968, inscrivant un but contre l'Éthiopie à la 68e minute. L'Algérie est éliminée au premier tour pour sa première participation. 
Joueur du RC Kouba, il termine co-meilleur buteur du championnat algérien en 1974-1975 avec 18 buts et termine vice-champion lors de cette saison.

## Buts en sélection
| Buts en sélection de Boualem Amirouche | Buts en sélection de Boualem Amirouche | Buts en sélection de Boualem Amirouche | Buts en sélection de Boualem Amirouche | Buts en sélection de Boualem Amirouche | Buts en sélection de Boualem Amirouche | Buts en sélection de Boualem Amirouche       |
|                                        | Date                                   | Lieu                                   | Adversaire                             | Minute                                 | Résultat                               | Compétition                                  |
| -------------------------------------- | -------------------------------------- | -------------------------------------- | -------------------------------------- | -------------------------------------- | -------------------------------------- | -------------------------------------------- |
| 1.                                     | 12 novembre 1967                       | Tripoli (Libye)                        | Libye                                  | (1 but à 70e)                          | 1-1                                    | Qualifications pour les Jeux olympiques 1968 |
| 2. et 3.                               | 26 novembre 1967                       | Alger (Algérie)                        | Libye                                  | (2 buts aux 38e (pen.) et 75e (pen.))  | 2-1                                    | Qualifications pour les Jeux olympiques 1968 |
| 4.                                     | 16 janvier 1968                        | Addis-Abeba (Éthiopie)                 | Éthiopie                               | (1 but à 68e)                          | 1-3                                    | CAN 1968 (1er tour)                          |
| 5.                                     | 17 novembre 1968                       | Alger (Algérie)                        | Tunisie                                | (1 but à 29e)                          | 1-2                                    | Qualifications de la Coupe du monde 1970     |